# 時空怪客
《時空怪客》（Quantum Leap）是全國廣播公司於1989年3月到1993年5月之間播映的科幻電視影集，一共播出了97集。
劇集主角山繆·貝奇特博士（Dr. Samuel Beckett）由史考特·巴庫拉（Scott Bakula）飾演，內容則描述貝奇特發現自己突然控制不住地在時光中跳躍，暫時地跟各式各樣的人交換身分，出現在後者生命中的某個時刻（多為20世紀的後半部）、或是某個重大事件發生時。

## 劇情
山姆（山繆的暱稱）是一名才華洋溢的理論科學家，他意外的旅程起源於他的時間旅行實驗被某個神秘、無法辨識的高能量體所吸收，這個能量體利用他（原因不明）來避免一些普通人生命中所遭遇到的悲劇發生。山姆也遭受不規則的失憶症所苦，又稱為「蜂窩乳酪」（Swiss-cheesing）或是（影集中較為技術性的名詞）「磁粉探傷」（magnafluxing），這讓他無法記得他自己生命中大部分的細節。他與他自己時空唯一的連結，是他朋友艾爾（Al）的全像投影（通常只有山姆看得見）。艾爾（由迪恩·史多克威爾（Dean Stockwell）飾演）是一位美國海軍上將，也是這個時間旅行計畫的原創人和主管。

## 特色
在每集一開始時都會出現一句口頭禪——。
「全像投影」（holographic projection）這個名詞也是來自這部影集，不過它跟真正的全像攝影不盡相同。影集裡的「全像圖」是個三維的立體投影；艾爾進入一間「成像室」（Imaging Chamber），然後他的影像，以及所接觸的事物（例如別人或是雪茄），山姆都看得到。山姆可以聽到艾爾說的話，同樣地艾爾也可以聽到、看到相對應的過去時空所發生的事件。然而，在影集後來也變成動物和小孩可以看到艾爾。這在一些場合給了山姆不少方便，例如艾爾去安慰一個哭泣的小孩或者是把狗引走等等。
在影集早期的幾集裡，有一點一直沒說明清楚，就是到底是只有山姆的心靈跳躍（到別人的身體裡），還是山姆的身心一起跳躍。不過隨後的章節清楚地指出，是山姆的身心同時跳躍，而且有一道「靈光」包圍著他，讓他看起來、感覺起來就像他所跳入的人一樣（同樣地在家裡，那個「被跳入的人」也被類似的靈光圍繞，讓他看起來、感覺起來就跟山姆一樣）。一些例子如下：
- 「無處可逃」（Nowhere to Run）：山姆跳入一個沒有腳的越戰退伍軍人。不過山姆仍然可以行走，而且在那一集裡他真的這麼做（其他人會看到他浮在半空中）。
- 「盲目信念」（Blind Faith）：山姆變成一個盲人音樂會鋼琴家。不過山姆還是看得見，而且必須假裝看不到，以完成他的任務。
- 「八個月半」（8 1/2 Months）：山姆變成一個有孕在身的青少女。山姆懷疑地詢問艾爾說他怎麼可能生下小孩，艾爾回答說這是不可能的，因為「這是你的身體，不是她的」。
- 在「邪惡的跳躍者」（Evil Leaper）的下集裡，有個傢伙跳躍走了，但是沒人跳躍回來代替他——他看起來像是不留痕跡地消失了（如果只有心靈跳躍離開的話，就不大可能會是這樣）。這同樣發生在影集結局裡的一個角色「史都帕」（Stawpah）上。
- 如果山姆跳進一個體型跟他完全不一樣的人的話，山姆會被「折射」，暫時地變大或變小（就像光線通過棱柱後被折射一樣）。不過一個簡單一點的解釋會讓這個戲劇性破格就是了。

影集很少論及真實的歷史事件，不過它常常用它「普通人」為主的劇情描述方式來談論特殊的社會、政治、以及心靈上的議題。許多集描述了山姆應付在特定時期的特定議題，例如民權、種族主義、越戰、以及冷戰等等。影集強烈地偏愛一些像是容忍和瞭解他人的信息，用影集的敘事手法來說，就是讓主角變成另一個人（或者是，後期的章節裡，女人），實際上來感受他人的處境。在一個例子裡，山姆發現他回到他在印第安納州的童年時代，讓他有機會可以改善他自己家庭的生活。
只有少數幾次山姆真的「跳」入真實歷史人物，第一個是李·哈維·奧斯華（Lee Harvey Oswald，謀殺美國甘迺迪總統的兇手），最後一個是貓王。這些跳躍情節都發生在第五季（也是最後一季）裡，而且被廣泛地相信是試圖提升收視率的嘗試，這讓許多影迷感到失望。然而，在整個影集大部分的劇情裡，山姆常常跳進一個角色或是處於一個情境，而這個角色和情境很明顯地是根據真實的人物或事件而創作的。另一個常見的是稱為「輕拂（或是輕吻）歷史」的片段，就是山姆會短暫遇到某個名人或是遭遇某個著名事件，不過這些通常跟故事主線沒有什麼關聯。
影集（原創人是唐納·貝里沙立歐）有點不尋常的地方是它雖然有個科幻的前提，但是在劇情方面卻鮮少科學或是幻想導向的敘事手法，而是把焦點放在山姆·貝奇特個人的旅程以及他所遭遇的人們身上。就算是在最後一集，影集還是拒絕解答許多它本身的科技和全面性的問題，改而選擇讓事情有個開放性的結局，把焦點緊緊地放在影集所要傳達的訊息上：「一個人一生中有一次機會可以改變整個世界。」
影集終集事實上本來是打算作為結束這一季的高潮戲，不過由於之後電視網並沒有打算製播下一季，所以它被重新剪輯成比較像是最終章。這也說明它的本質是模擬兩可的。在原來的結尾裡，山姆跳躍之後，告訴艾爾的第一任妻子貝絲（Beth）說，艾爾快要回家了。他的越戰時期的照片開始「跳躍」（這是原來的終章結束的地方），之後我們看到一張現在的照片，當中艾爾跟貝絲以及他們的四個小孩坐在一起。這個結局不知道什麼原因流出製片公司，在互聯網上流傳。在最後真正公開播映的結局裡，我們看到的是山姆的跳躍改變了艾爾的生命，因此變成了歷史。因為艾爾對時間旅行概念的興趣，以及這個計畫的開始，是因為他第一任婚姻失敗，為了轉移他對這件事的痛苦，所以才有這一切的發生。既然婚姻沒有失敗，那麼這一切根本無從發生。山姆的最終跳躍讓艾爾成功地跟他的第一任妻子重聚；他們離婚這件事現在變成不會發生。然而，既然山姆現在被困在時間旅行是因為這個計畫，而這個計畫現在變成從未開始，這代表他沒有辦法回家，這也代表他本質上失去了存在的意義——為了幫助這個現在完全不認識他的朋友。
美國科幻頻道計畫製播一部續集，打算叫做《大躍進》（A Bold Leap Forward），計劃於2006年播出。
有一件事讓《時空怪客》的影迷們都笑著同意：當影集主角史考特·巴庫拉打算演出他最新的作品《星艦前傳》（Enterprise）時，他開玩笑地建議說他的星艦角色（強納森·亞契（Jonathan Archer）艦長）的中名可以叫做貝奇特……

## 跨界
原本計畫有一集要加入《夏威夷之虎》（Magnum, P.I.，也是由唐納·貝里沙立歐所製作）的交錯劇情（crossover），在這一集裡山姆會化身為湯瑪斯·梅格南，不過後來這個計畫因為有一部梅格南電影要開始製作而被中止了。雖然如此，部分片段已經拍攝完畢，包括每次都會出現在前一集片尾的跳入某人身體的場景（的片段）。片段中主角史考特·巴庫拉，穿著梅格南經典大紅夏威夷衫，把頭轉向攝影機，然後詼諧地揚起他的眼眉，就跟湯姆·謝立克在《夏威夷之虎》影集中開場工作人員介紹結尾時所做的一樣。

## 家用錄影帶的發行
1990年代，許多集發行了VHS錄影帶。在美國發行的有：首集「創世紀」（Genesis）、「神風小子」（Camikazi Kid）、「真實的顏色」（The Color of Truth）、「榮耀的價值」（What Price Gloria?）、「巨星殞落」（Catch a Falling Star）、「吉米」（Jimmy）、「回家」（The Leap Home）、「夢想」（Dreams）、以及「震撼劇院」（Shock Theater）。在英國大多數則是兩集一起發行，例如：首集「創世紀」、「真實的顏色」與「神風小子」、「巨星殞落」與「吉米」、「回家」與「越戰」（The Leap Home Part II - Vietnam）、「美國人真知子」（The Americanization of Machiko）與「榮耀的價值」、以及「夢想」與「震撼劇院」。
1998年發行了首集的DVD版，除了首集內容外，還加上了片段選擇功能。
在2004年，前兩季發行了。第1區版的《時空怪客》第一季在2004年6月7日於北美發行，讓許多影迷們感到興奮。包含了當初播映的所有章節（除了「西摩再彈一次吧」（Play It Again, Seymour）），以及其他額外附贈的特色。購買第一季的人都覺得很高興，也很期待第二季的發行。
很不幸的是，環球（Universal）不知道為什麼無法獲得部分配樂的使用權，所以第二季裡面許多歌都被拿掉，只剩下一些普通的純音樂。這讓許多影迷感到憤怒，便發起了一項抗議信運動，要求解決這項悲劇性錯誤。破壞性最大的應該是第二季最後一集「失蹤軍人」（M.I.A.）拿掉了雷·查爾斯（Ray Charles）的「我心中的喬治亞」（Georgia on My Mind），這首歌是艾爾跟他的第一任妻子貝絲跳舞時的配樂。許多人害怕第三季也會有同樣不幸的命運。
參見：時空怪客章節列表。

## 外部連結
- http://www.imdb.com/title/tt0096684/ （页面存档备份，存于）
- 一份由影迷維護的時空怪克常見問答集 （页面存档备份，存于）
- http://www.quantumleap-alsplace.com （页面存档备份，存于）